# Stangenrod (Unnau)

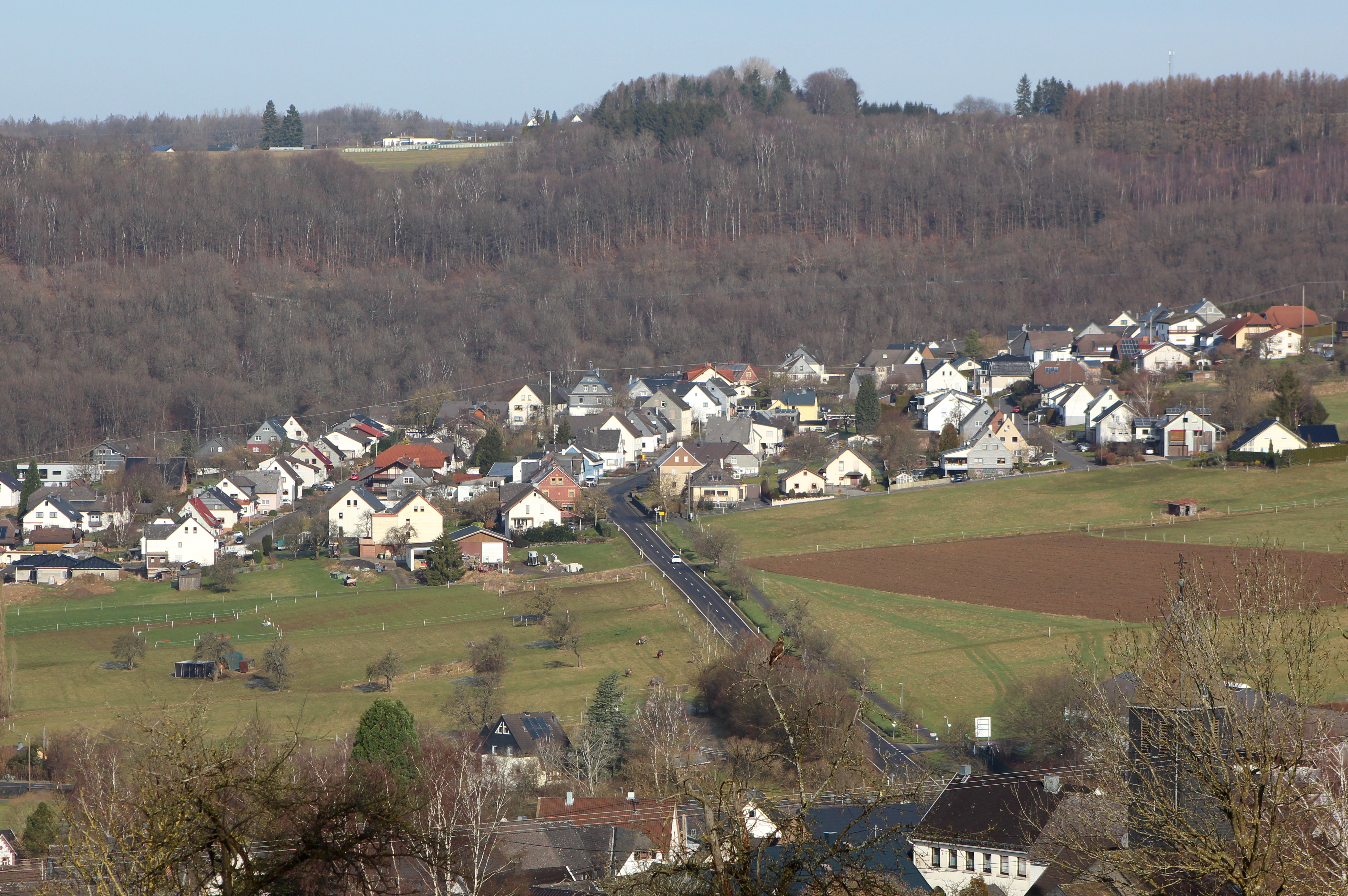
Ansicht von Stangenrod

Stangenrod ist ein Ortsteil der rheinland-pfälzischen Gemeinde Unnau im Westerwaldkreis. Sie gehört mit Unnau zur Verbandsgemeinde Bad Marienberg.

## Geographische Lage
Stangenrod liegt etwa 1 km nördlich des Hauptortes Unnau und etwa 5 km östlich von Hachenburg bei etwa 380 m. Der Wäschbach (auch Wäschebach) umfließt den Ort nordwestlich und mündet wenige Meter westlich von Korb in die Nister.

## Geschichte
Erstmals erwähnt wird Stangenrod 1262 als Stangenroide. Mit dem Nachbarort Korb hatte der Ort bis 1824 eine gemeinsame Schule. 1969 wurde Stangenrod mit Korb ein Ortsteil von Unnau. Zu diesem Zeitpunkt hatte der Ort 378 Einwohner. Im Wappen von Unnau ist Stangenrod oben rechts mit rote Herzhacke und ein rotes Beil vor goldenem Grund. Das Werkzeug erinnert an die Waldrodung erwähnt.

## Kulturdenkmäler
In Stangenrod gibt es vier Kulturdenkmäler:
- Jahnstraße 1, Dorfgemeinschaftshaus, 1926 erbaut.
- Jahnstraße 13, Fachwerk-Quereinhaus mit aufgestocktem Niederlass, verkleidet, wohl um 1800 entstanden.
- Ringstraße 3/5, zwei aneinandergebaute Fachwerk-Quereinhäuser, teilweise massiv, um 1700, Ende des 18. und Anfang des 19. Jahrhunderts.
- Talstraße 37, kleines Fachwerk-Quereinhaus mit Niederlass, teilweise massiv, 18. Jahrhundert.

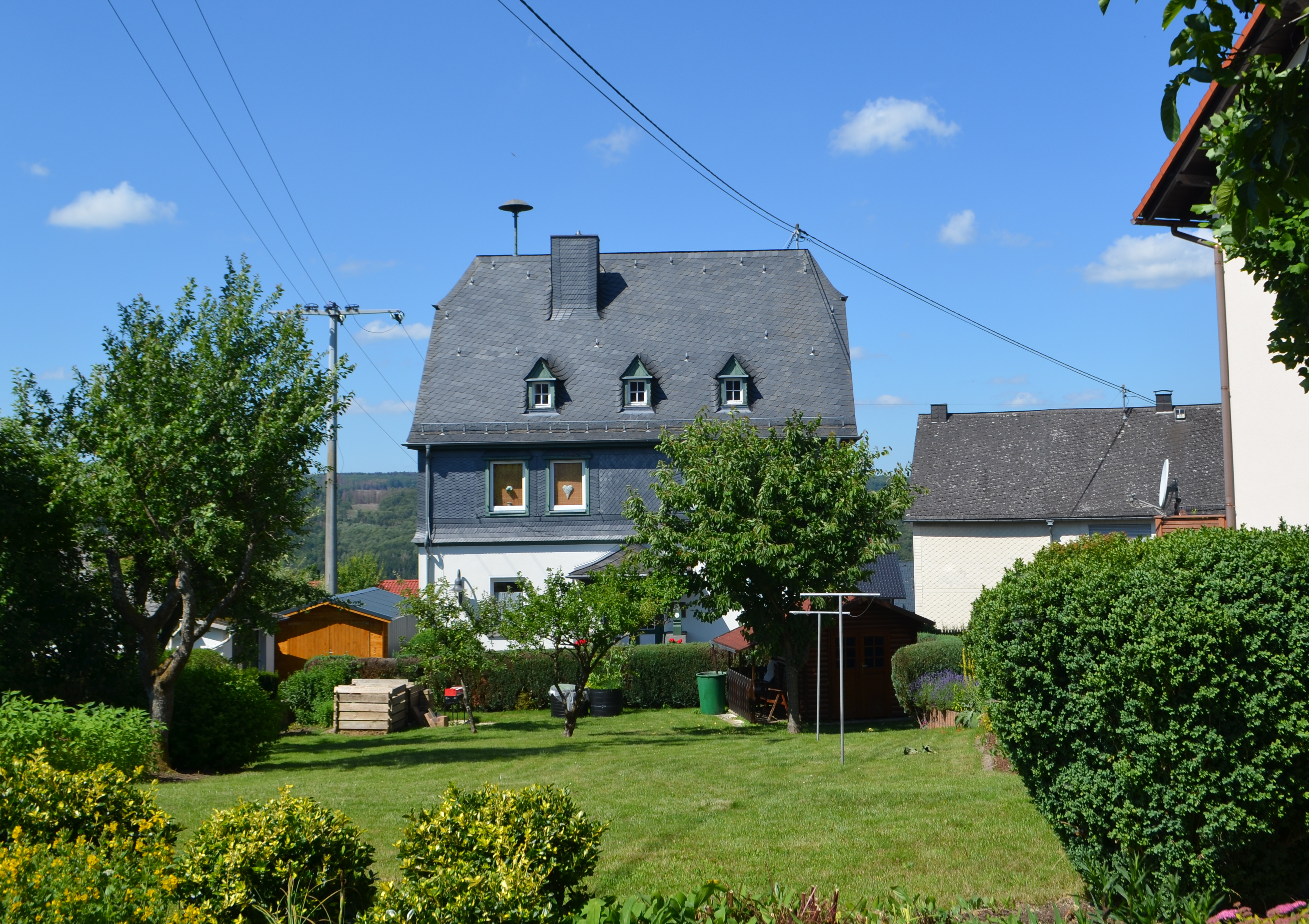
Jahnstraße 1
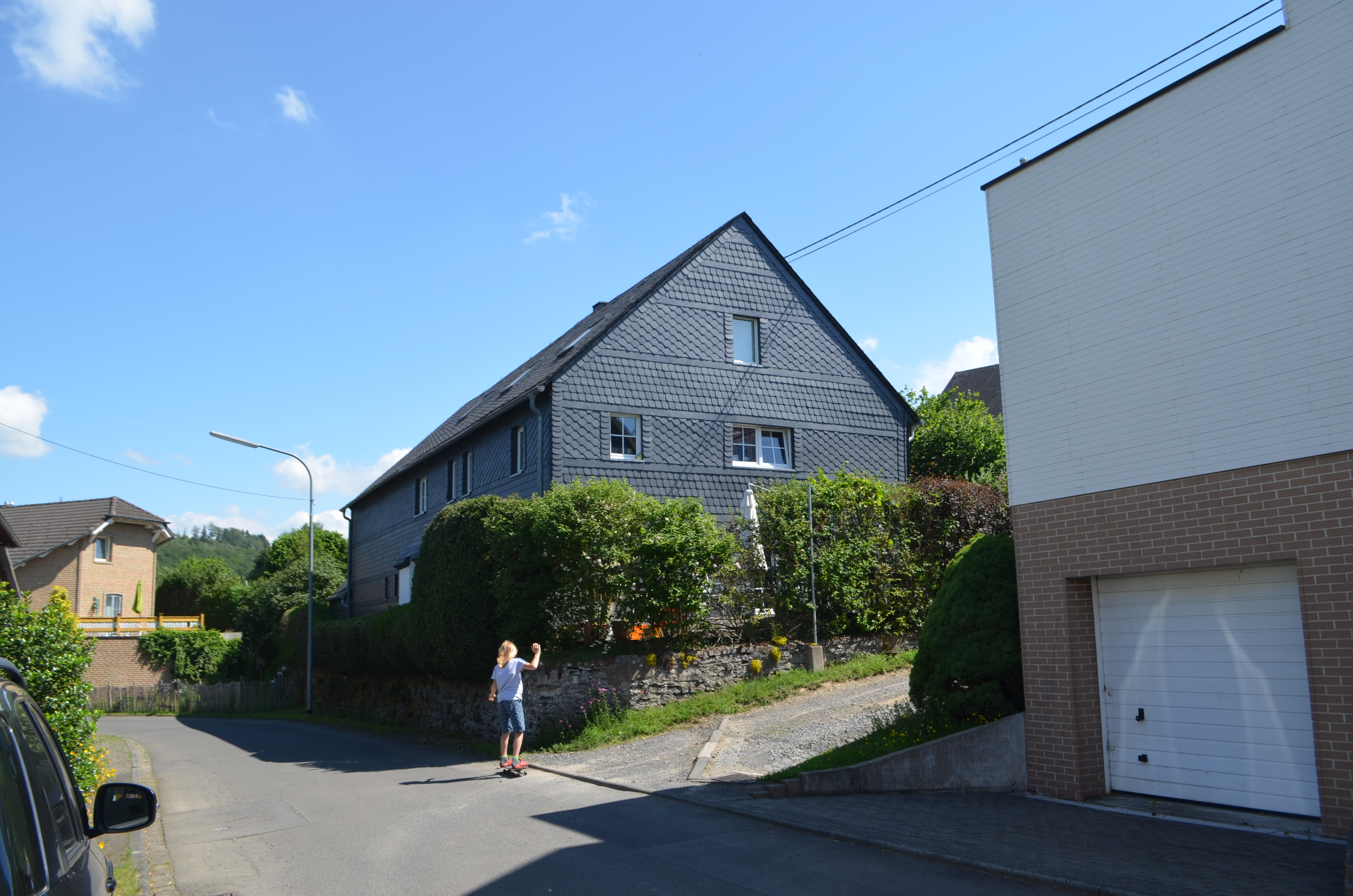
Jahnstraße 13
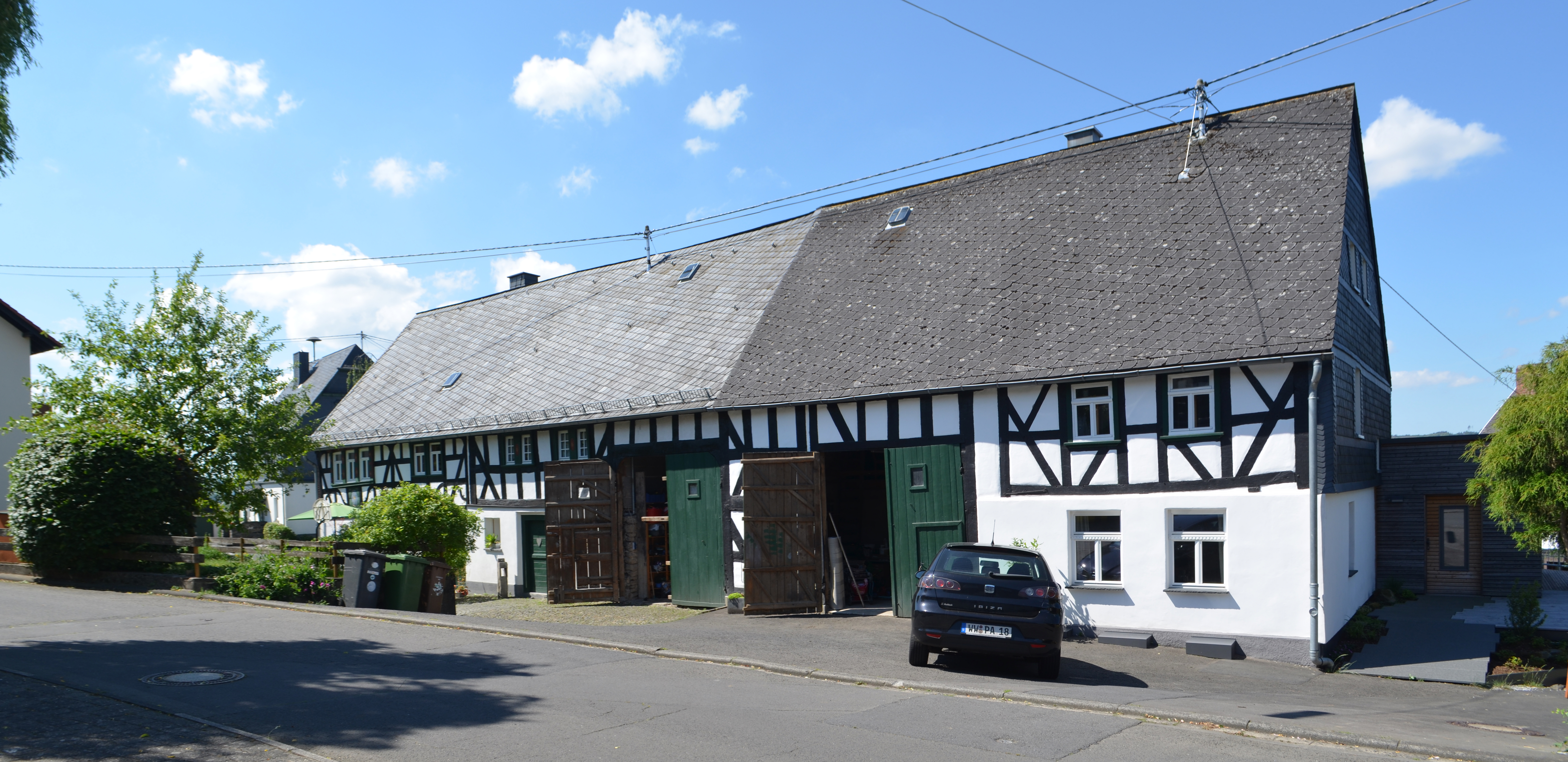
Ringstraße 3/5
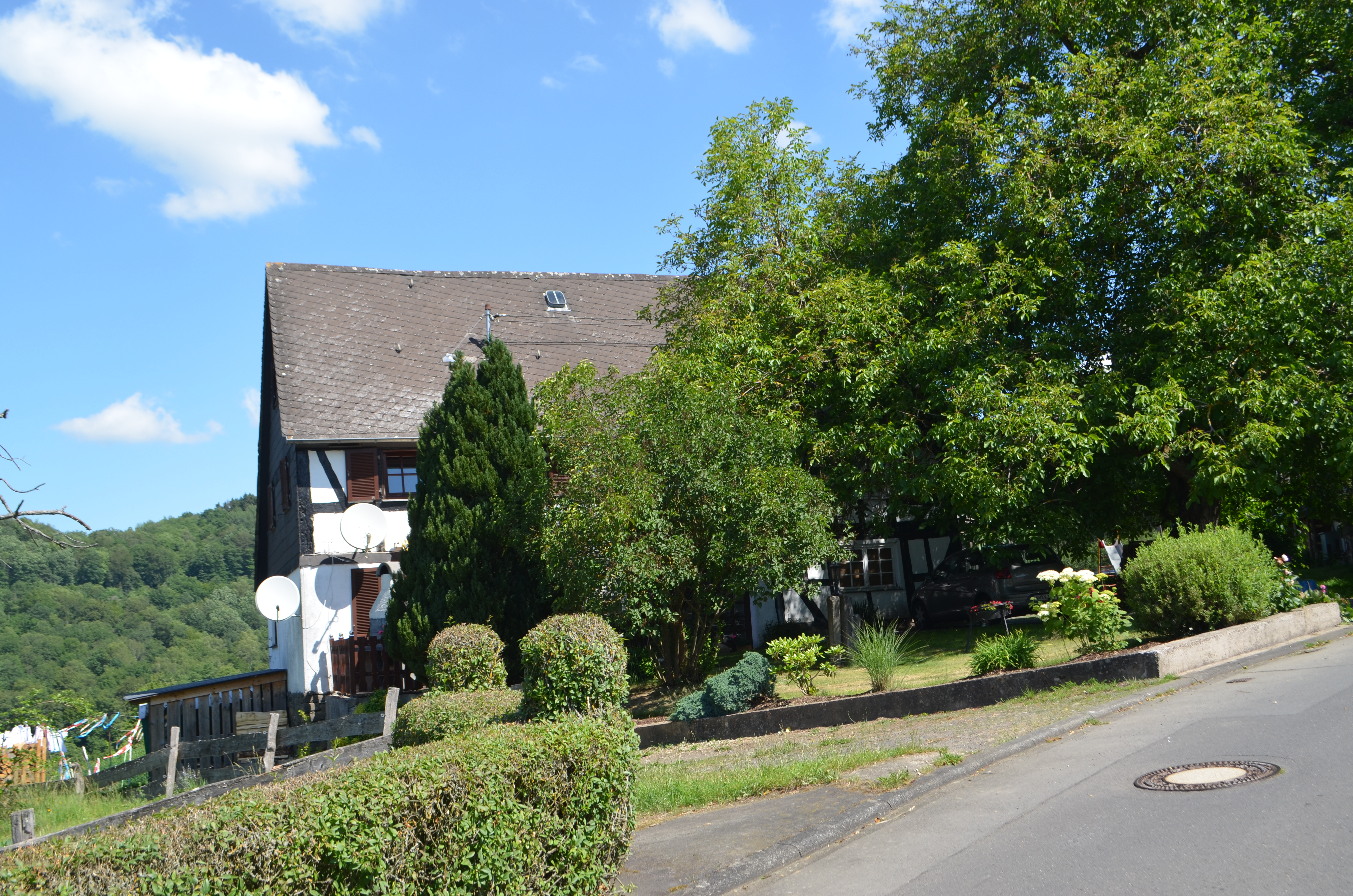
Talstraße 37